# 施泰因斯费尔德
施泰因斯费尔德是德国巴伐利亚州的一个市镇。总面积31.80平方公里，总人口1217人，其中男性616人，女性601人（2011年12月31日），人口密度38人/平方公里。